# غويلرمو غيري
غويلرمو غيري (بالإسبانية: Guillermo Geary)‏ هو عداء سريع أرجنتيني، ولد في 18 يوليو 1926.

## وصلات خارجية
- غويلرمو غيري على موقع أوليمبيديا (الإنجليزية)